# Rick van Velthuysen
Diederick Adriaan (Rick) van Velthuysen (Rotterdam, 15 september 1961) is een Nederlandse radio-dj.
Van Velthuysen presenteert anno 2025 de podcast Op z’n Kop! voor NPO Radio 1. Daarvoor presenteerde hij onder meer RickvanV doet 2 op NPO Radio 2, MiddenInDeNachtRick op Radio 538 en MogguhRick, Rick in de Morgen en WeekendRick op Radio Veronica.

## Biografie

### Piraten, publieke omroep, televisie
Van Velthuysen werd geboren in Rotterdam, maar groeide op in de wijk Gageldonk in Bergen op Zoom.
Van Velthuysen begon op zijn 18e bij "Vrije Radio Bollenstreek" (VeeRrrBee 101.2) en werkte daarna bij Hofstad Radio in Den Haag. In november 1985 werd hij als dj aangenomen bij de KRO en presenteerde vanaf 1 december 1985 het programma Poptima Forma op de zondagmiddag tussen 15:00 en 17:00 uur op vanaf deze datum Radio 3 met de rubriek "Radio Roulette" met Paul de Leeuw. 
Vanaf eind mei 1986 ging hij  voor de AVRO werken, waar hij onder andere op de AVRO maandag een tijdje tussen 9:00 en 11:00 uur de Arbeidsvitaminen presenteerde. Per eind december 1986 volgde hij de bij de AVRO en Radio 3 vertrokken Kas van Iersel op als presentator van het programma Toppop Radio 2 en vanaf 16 maart 1987 tot en met 30 september 1991 ging Van Velthuysen elke maandag tussen 16:00 en 18:00 uur de Toppop 20 presenteren en vanaf 7 oktober 1991 op hetzelfde tijdslot Toppop Discovery. Tevens reisde hij in zijn tijd bij AVRO Radio 3 door Nederland en Vlaanderen als een van de dj's van de AVRO's Toppop Drive In Show.
Na zijn laatste uitzending op de allerlaatste AVRO-maandag op Radio 3 op 30 december 1991, vertrok hij per januari 1992 bij de AVRO en Radio 3. Per zaterdag 4 januari 1992 zou het nieuwe samenwerkingsverband AKN, van AVRO, KRO en NCRV, onder de naam Station 3 van zaterdag tot en met maandag van 6:00 tot 00:00 uur horizontaal op Radio 3 gaan uitzenden. Dit was de voorloper van de geheel nieuwe horizontale programmering op het vernieuwde Radio 3 die per maandag 5 oktober 1992 ingevoerd zou worden. In de AKN samenwerking Station 3 en de latere nieuwe horizontale programmering op het vernieuwde Radio 3, was er voor Van Velthuysen géén tijdslot meer ingeruimd.

### Radio 538
Vanaf 11 december 1992 was Van Velthuysen op verzoek van oud-TROS- en -Veronica-dj Erik de Zwart en oud-Veronica-dj Lex Harding betrokken bij de oprichting van Radio 538, waar hij ook als dj aan de slag ging. Hij zou bijna 16 jaar voor dit radiostation blijven werken. Van april 2005 tot augustus 2008 presenteerde hij MiddenInDeNachtRick, met producer Koert Walraven en sidekick Erik-Jan Rosendahl, later Rianne van Eldik. Tot oktober 2007 deed hij op Radio 538 ook het weekendprogramma WeekendRick, samen met sidekick Marlous Löffelman en reporter boer Teun.
In de jaren 90 heeft hij voor Fox een praatprogramma en een programma over American football gemaakt. In de beginperiode van TMF (1995) verving hij een aantal keren Erik de Zwart als presentator van de televisie-uitzending van de Nederlandse Top 40.

### Radio Veronica
Van september 2008 tot en met december 2016 werkte Van Velthuysen voor de commerciële radiozender Radio Veronica. Hij presenteerde er in het weekeinde het programma WeekendRick en op vrijdag aanvankelijk De volle vrijdag van Van V.
Van Velthuysen presenteerde van 2 februari 2009 tot 2 augustus 2010 het dagelijkse ochtendprogramma MogguhRick.
Vanaf 8 oktober 2010 presenteerde Van Velthuysen samen met sidekick Jolanda Van Duyvenbode (beter bekend als Jo) op vrijdagavond tussen 21.00 en 00.00 uur het programma @RickvanV.
Van Velthuysen keerde na de zomer van 2011 terug naar de ochtend met het programma Rick in de Morgen, met nieuwslezer Alex Oosterveen en Arjan de krantenman. Regelmatig presenteerde hij dit programma live vanuit zijn vakantiehuis in Spanje. De laatste uitzending was op 30 januari 2015. Vanaf 6 februari 2015 had hij alleen nog zijn middagprogramma WeekendRick. Dit programma bleef hij presenteren tot het einde van 2016.

### Traffic Radio
Sinds 1 juni 2017 was van Velthuysen elke doordeweekse dag te horen op Traffic Radio. Van 7.00 tot 9.00 uur presenteerde hij daar de ochtendshow veelal vanuit zijn thuisstudio. Hij stopte hier eind oktober 2018 mee.

#### de PostCast
Eind 2017 was Van Velthuysen ook te horen in zijn podcast 'de PostCast', waarin hij de overgebleven nieuwsberichten besprak en na praatte over onderwerpen uit de ochtendshow.

### NPO Radio 2
Vanaf 5 november 2018 ging Van Velthuysen het nieuwe programma RickvanV doet 2 presenteren, dat werd uitgezonden van maandag tot en met donderdag tussen 02:00 en 04:00 uur, voor PowNed op NPO Radio 2. Hij keerde hiermee na circa 27 jaar weer terug bij de publieke omroep. Daarnaast maakte hij deel uit van het dj-team van de jaarlijkse NPO Radio 2 Top 2000 in 2018, 2019 en 2021 op het tijdslot 02:00 - 04:00 uur. Vanaf 3 januari 2022 wijzigde het tijdslot en de uitzenddagen van zijn nachtprogramma RickvanV doet 2 naar 00:00 - 03:00 uur van dinsdag t/m vrijdag. Op woensdag 31 mei 2023 werd het programma voor de laatste keer uitgezonden vanwege de overstap naar Radio Veronica. 
Van Velthuysen was vanaf 1 september 2016 t/m 15 december 2016 tevens de voice-over van het NPO 3 televisie-programma De week van PowNed.

### Terug naar Radio Veronica
Op maandag 5 juni 2023 keerde Van Velthuysen terug bij Radio Veronica. Hij ging daar tussen 6.00 en 9.00 uur op werkdagen de ochtendshow presenteren onder de naam "Rick in de Morgen". De overstap betekende dat hij op 31 mei dat jaar per direct stopte met zijn nachtprogramma op NPO Radio 2.
Op maandag 11 september 2023 werd door Radio Veronica bekendgemaakt dat Van Velthuysen per direct van de zender is gehaald en zijn ochtendprogramma "Rick in de Morgen" tot eind 2023 wordt overgenomen door Frank van der Lende. Sindsdien presenteert Van Velthuysen WeekendRick op zaterdag en zondag van 13.00 tot 16.00 uur. Op maandag 26 mei 2025 is bekendgemaakt dat Van Velthuysen opnieuw moet vertrekken bij Radio Veronica. Zijn contract wordt niet verlengd en hij keert niet terug in de nieuwe weekeinde programmering. Op zondagmiddag 1 juni 2025 was Rick voor het laatst te horen op Radio Veronica met WeekendRick. Wat de dj hierna gaat doen, is op dit moment nog niet bekend.

### Overig
Van Velthuysen treedt ook op als omroeper bij evenementen en sprak achtergrondteksten in bij programma's van de in 2007 opgeheven tv-zender The Box.
Sinds 2021 is hij mede-presentator van de wekelijkse podcast "Op z'n kop" voor omroep PowNed. Hij presenteert deze samen met Marianne Zwagerman. 
Hij is gemeenteraadslid namens LEV in Elburg. Zelf woont hij in de dorpskern 't Harde.

## Persoonlijk
Van Velthuysen is getrouwd en heeft vier kinderen.

## Prijs
- In november 2014 won hij de Gouden RadioRing met zijn programma Rick in de Morgen.

Huidige: · Annemieke Schollaardt · Bart Arens · Carolien Borgers · Evelien de Bruijn · Corné Klijn · Daniël Lippens · Desiree van der Heiden · Dolf Jansen · Eddy Keur · Emmely de Wilt · Evert Duipmans · Jan-Willem Roodbeen · Jeroen Kijk in de Vegte · Jeroen van Inkel · Leo Blokhuis · Martine ten Klooster · Morad El Ouakili · Paul Rabbering · Ruud de Wild · Shay Kreuger ·Tannaz Hajeby · Thomas Hekker · Willemijn Veenhoven
Voormalige: Alfred van de Wege · Andrew Makkinga · Bert Haandrikman · Bert Kranenbarg · Cees van Zijtveld · Cielke Sijben · Daniël Dekker · Edwin Diergaarde · Felix Meurders · Ferry Maat · Frank du Mosch · Frits Sissing · Frits Spits · Gerard Ekdom · Giel Beelen · Gijs Staverman · Hans Schiffers · Henk van Steeg · Jan Paul Grootentraast · Jasper de Vries · Jeanne Kooijmans · Jeroen Mulder · Jetske van Staa · Jurgen van den Berg · Karel van Cooten · Kasper Kooij · Kimberley Dekker · Malou Holshuijsen · Marc Adriani · Marisa Heutink · Mart Smeets · Miranda van Holland · One'sy Muller · Peter Schuiten · Peter van Bruggen · Rick van Velthuysen · Rob Stenders · Roeland van Zeijst · Ron Stoeltie · Rutger Radstaake · Ruud Hermans · Sander de Heer · Sander Guis · Sara Kroos · Simone Walraven · Ted de Braak · Thijs Maalderink · Thomas van Vliet · Timur Perlin · Toine van Peperstraten · Tom Mulder · Will Luikinga · Yora Rienstra· Wouter van der Goes· Frank van 't Hof · Stefan Stasse  ·